# Trochospongilla delicata
Trochospongilla delicata är en svampdjursart som beskrevs av Bonetto och de Drago 1967. Trochospongilla delicata ingår i släktet Trochospongilla och familjen Spongillidae. Inga underarter finns listade i Catalogue of Life.